# Bosque nacional de los Estados Unidos
Los bosques nacionales de los Estados Unidos están constituidos por bosques y grandes áreas boscosas, que se encuentran protegidos de los Estados Unidos. Los bosques nacionales son controlados por el gobierno federal y están administrados por el Servicio Forestal («United States Forest Service»), bajo la dirección del Departamento de Agricultura («United States Department of Agriculture»). La gestión de estas tierras se centra en el aprovechamiento de la madera, el pastoreo de ganado, el agua, la vida salvaje y el uso recreativo. El uso comercial de los bosques nacionales está permitido y, en muchos casos, se alienta a diferencia de los Parques Nacionales. Los bosques nacionales se clasifican en la categoría VI según la clasificación de las zonas naturales protegidas de la UICN. 

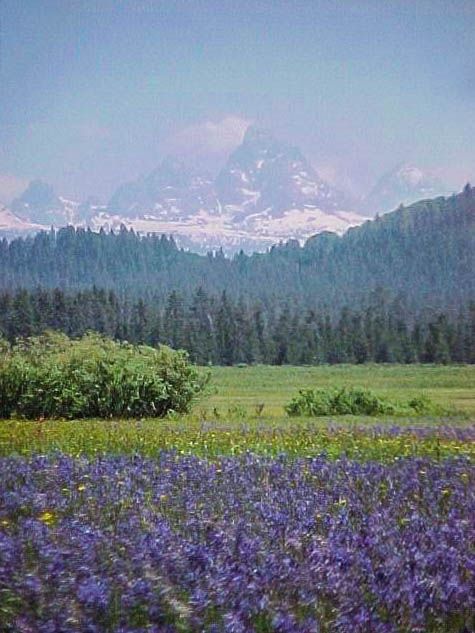
Bosque nacional Caribou-Targhee en Idaho. En primer término, una pradera de flores de camas y al fondo la cordillera Teton.

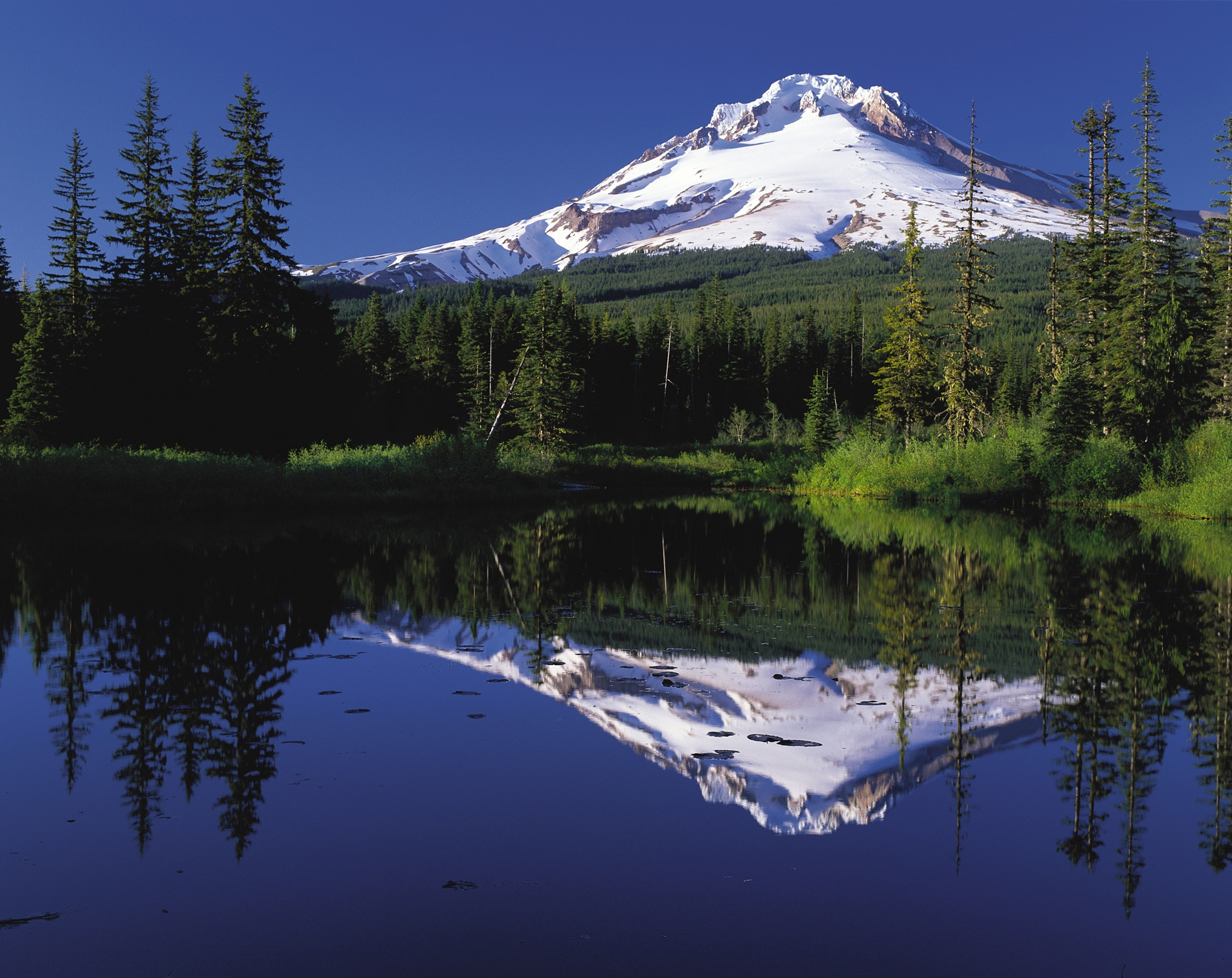
Bosque nacional Monte Hood en Oregon.

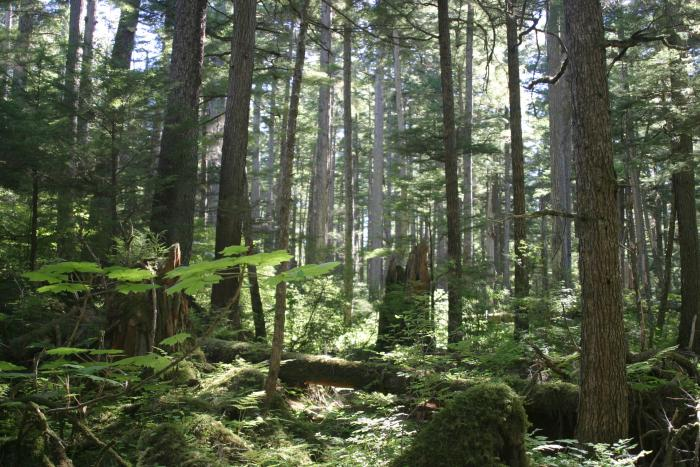
Bosque nacional Tongass en Alaska.

## Descripción
En los EE. UU. hay 155 bosques nacionales que comprenden una superficie de unos 769.000 km². Estas tierras suponen el 8,5% del total de la superficie de los Estados Unidos, un área del tamaño de Texas (y mayor que cualquiera de los países europeos). Sólo el 13% de la superficie de bosques nacionales se encuentra al este del río Misisipi. Alaska, por sí sola, representa el 12% de todas las tierras forestales nacionales.
Aproximadamente el 30 por ciento de la tierra es boscosa, y alrededor de dos tercios de los bosques de la nación se clasifican como bosques de producción sin restricciones legales al aprovechamiento de la madera. Alrededor del 7 por ciento de los terrenos boscosos de Estados Unidos están reservados para no utilizarlos en la producción de madera y son gestionados por organismos públicos como parques, áreas naturales silvestres o similares.
Hay dos tipos diferentes de bosques nacionales. Los situados al este de las Grandes Llanuras son principalmente bosques re-adquiridos o replantados; es decir, la tierra ha sido durante mucho tiempo privada, pero fue comprado por el gobierno de Estados Unidos con el fin de crear nuevos bosques nacionales. En estos casos, las áreas de bosques nacionales grafiada en la mayoría de los mapas no representa realmente la extensión de los bosques nacionales, sino sólo la extensión de las zonas de compra autorizadas. La cantidad real de terrenos adquiridos en la mayoría de los casos es mucho menor. 
Los bosques nacionales situados al oeste de las Grandes Llanuras son originalmente propiedades forestales. Son tierras en su mayoría reservadas de dominio público del gobierno de los EE. UU., y nunca en manos privadas. En estos casos, las áreas de bosques nacionales que se grafían en los mapas son, por lo general, la verdadera zona del bosque nacional. 
Hay muchas estaciones de esquí operando en las áreas declaradas como bosques nacionales. Además, a los ciudadanos de EE. UU. se les permite acampar en cualquier lugar de los bosques nacionales, siempre y cuando su camping este, por lo menos, a 200 pies de distancia de cualquier carretera o camino.
Hay frecuentes conflictos entre las empresas madereras y los ambientalistas sobre el uso de las tierras forestales. Estos conflictos se centran en la protección de las especies en peligro de extinción, la tala de bosques antiguos, la explotación forestal intensiva, las infravaloradas tasas, las anticuadas leyes mineras y la construcción de carreteras en bosques nacionales. 
El Servicio Forestal también administra las praderas nacionales («United States National Grasslands»).

## Historia

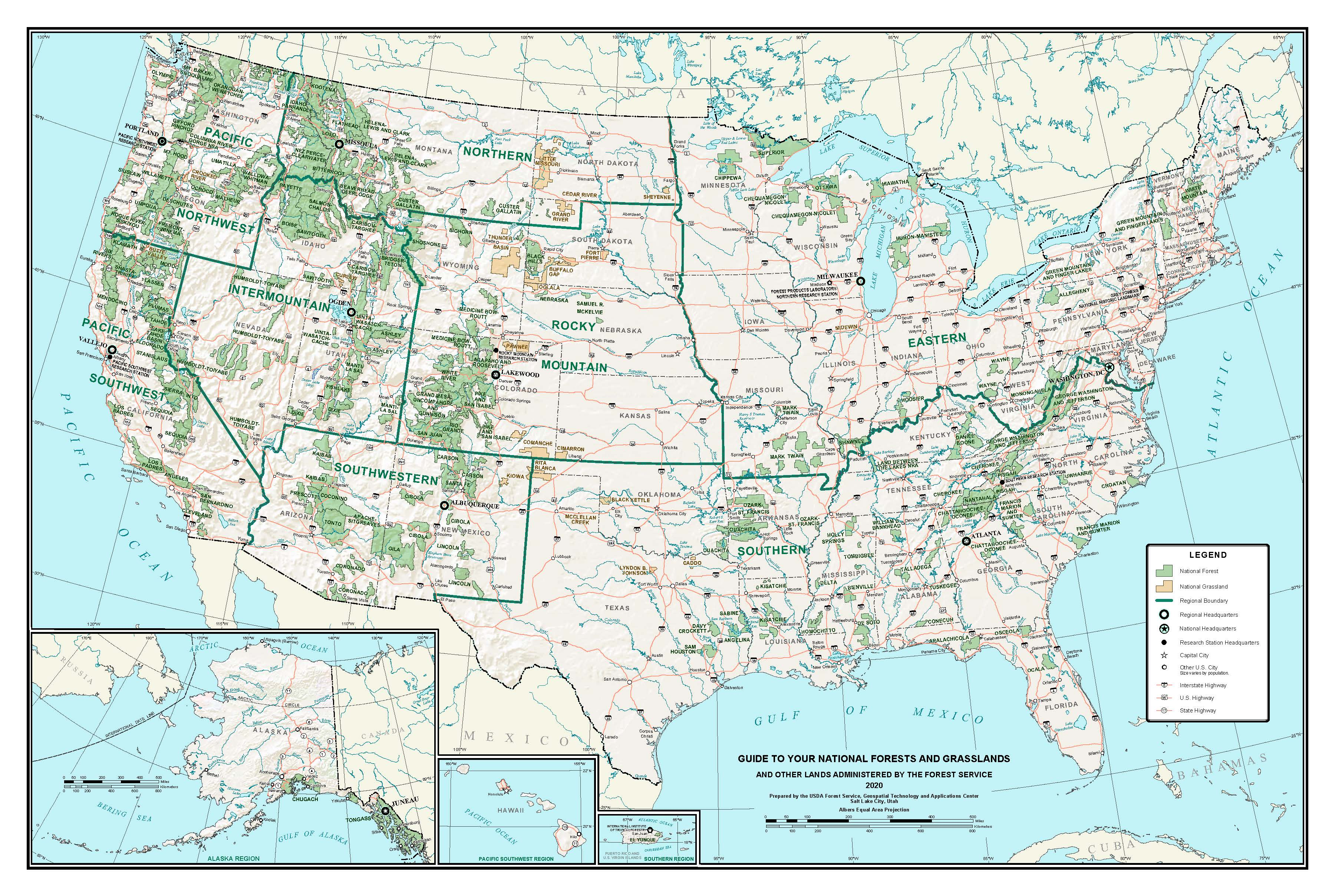
USA National Forests Map

Lo que acabará siendo el Sistema Nacional de Bosques («National Forest System») fue iniciado a partir de la Ley de Revisión de Tierras de 1891 («General Revision Act o Land Revision Act»). Fue el resultado de una acción concertada de empresarios y propietarios de la zona de Los Ángeles, afectados por el daño que causaban rancheros y mineros en la cuenca de las montañas de San Gabriel. Abbot Kinney y el maderero Theodore Lukens fueron los portavoces de la iniciativa. A pesar de esas transacciones, el gobierno federal ya se había asegurado algunas reservas de tierras a gran escala antes de la aprobación de la Ley, en especial en Yosemite (asegurado en 1864 como un fideicomiso permanente), y 8000 km² dentro del Valle de Yellowstone en 1872. Tras la aprobación de la ley, el presidente Harrison inmediatamente, el 30 de marzo de 1891, estableció como Yellowstone Park Timber and Land Reserve (que entonces dependía del Departamento del Interior) y retiró 4850 km² adicionales del Valle de Yellowstone, el primero de una campaña de reservas durante toda su presidencia.
La Ley de Reserva Forestal de 1891 («Forest Reserve Act») otorgó al Presidente de los Estados Unidos facultades para establecer reservas de bosques en tierras de dominio público. Por proclamación del presidente Harrison, se estableció la primera reserva forestal ese mismo año 1891 la reserva Shoshone, en Wyoming. El Departamento del Interior se encargó de realizar campañas de reconocimiento sobre el terreno en 1891 y 1892 de las que surgieron las recomendaciones para establecer las nuevas reservas forestales. El propio Harrison creó la segunda reserva, la reserva Sierra y dejó 53 000 km² de tierras como bosques nacionales. El presidente Grover Cleveland (1893-1897) creó 13 reservas más con más de 100.000 km² y William McKinley (1897-1901) añadió 28 000 km².
En 1897 se aprobó una ley orgánica, la Ley de Gestión Forestal («Forest Management Act»), que estableció las disposiciones de gestión y financiación para la administración de las reservas, bajo el Departamento del Interior, correspondiéndole directamente a la Oficina General de Tierras («General Land Office»). La ley redefinió el objeto de la declaración de las reservas, que se establecerían con el fin de proteger los bosques, proteger las cuencas hidrográficas y ser una fuente de abastecimiento de madera para la nación. 
Desde 1893 a 1897 la administración de las reservas forestales incumbía a un pequeño cuerpo de personal contratado por la Oficina General de Tierras y a agentes especiales de los U.S. Marshals. En 1898 la Oficina recibió la autoridad de las tierras y la financiación para contratar a guardas para este fin.
En 1899, Fred Plummer, un ingeniero geólogo estadounidense, completó el primer estudio y cartografía de la Reserva Forestal Monte Rainier. Plummer en su informe publicado en 1900, realizó la primera descripción detallada de los tipos de bosques y sus condiciones, hidrología, historia de incendios y pastoreo en la zona, que luego se convertiría en el Bosque Nacional Gifford Pinchot (Gifford Pinchot National Forest).
Con la Ley de Transferencia de 1905 (Transfer Act of 1905), las reservas forestales se convirtieron en parte del Departamento de Agricultura de EE. UU., en el recién creado Servicio Forestal de EE. UU.
En 1907, el presidente Theodore Roosevelt duplicó con creces la superficie de reserva forestal, y el Congreso respondió limitando la potestad presidecial de proclamar nuevas reservas. El Sistema Forestal Nacional experimentó una importante reorganización en 1908, y en 1911 el Congreso autorizó nuevas adiciones al sistema bajo la autoridad de la ley de Semanas (Weeks Act). Las metas de manejo provistas por la ley Orgánica se ampliaron con la Ley de rendimiento sostenido de usos múltiples de 1960 (Multiple-Use Sustained-Yield Act of 1960) para incluir «recreo al aire libre, alcance, madera, cuencas y propósitos de vida silvestre y pesca» (“outdoor recreation, range, timber, watershed, and wildlife and fish purposes”), así como para el establecimiento de áreas salvajes (wilderness areas).
A 30 de septiembre de 2014, el Servicio Forestal administraba un total de 780 728,15 km², de los cuales 762 169,48 km² eran bosques nacionales. Las áreas de tierra adicionales incluyen 20 pradera nacional, 59 «unidades de compra» (purchase units) , 19 áreas de investigación y experimentación, cinco proyectos de utilización de tierra y otras 37 áreas. El Sistema Forestal Nacional tiene una extensa y complicada historia de reorganización, por lo que si bien actualmente hay 154 bosques nacionales con nombre, muchos de estos se gestiona juntos ya sea como un solo bosque o como bosques separados.
Hay al menos un bosque nacional en todos los estados salvo en los diez siguientes (Connecticut, Delaware, Hawái, Iowa, Kansas, Maryland, Massachussets, Dakota del Norte, Nueva Jersey, Rhode Island) (aunque Kansas y Dakota del Norte tienen praderas nacionales). Además, Puerto Rico tiene El Yunque National Forest. Alaska tiene la mayor cantidad de tierras forestales nacionales con 89 000 km², seguido por California (84 000 km² e Idaho83 000 km². Idaho también tiene el mayor porcentaje de su territorio como bosques nacionales (38.2%), seguido por Oregon (24.7%) y Colorado (20.9%).
Varios estados tienen un parque nacional y una pradera nacional, y algunos estados tienen un parque nacional, una pradera nacional y un parque nacional (por ejemplo, California, Texas y Colorado). Además, Massachusetts, que carecen de estos tres elementos, tiene la Costa Nacional Cape Cod («Cape Cod National Seashore»).
Si se buscan los bosques nacionales en un mapa hay tener en cuenta que, en general, solamente los situados al oeste de las Grandes Llanuras están recogidos en su verdadero amplitud, ya que los situados al este normalmente muestran los distritos de compra, dentro de los que, por lo general, sólo una minoría de la tierra es de hecho bosque nacional.

## Legislación forestal
La principal legislación que regula los bosques en Estados Unidos es la siguiente:
- Ley de Reserva Forestal de 1891 («Forest Reserve Act»), que estableció las primeras reservas nacionales de los EE. UU. La ley permitió al presidente de los Estados Unidos crear las reservas forestales de las tierras de dominio público. Aprobada por el Congreso bajo la administración de Benjamin Harrison, el propio Harrison estableció 53.000 km² de tierras como bosques nacionales; el presidente Grover Cleveland designó 100.000 km² y William McKinley otros 28.000 km².
- Ley de Manejo Forestal, de 1897, («Forest Management Act»), un estatuto de 1897;
- Ley Nacional de Gestión Forestal, de 1976 («National Forest Management Act»). Esta ley federal es la principal ley que rige la administración de los bosques nacionales y fue una enmienda a la Ley de Planificación de Recursos Renovables de Bosques y Praderas de 1974 («Forest and Rangeland Renewable Resources Planning Act»), que instó a la gestión de los recursos renovables en las tierras forestales. La legislación de 1976 se reorganizó y amplió la ley de 1974, que exige el asesoramiento de la Secretaría de Agricultura para evaluar las tierras forestales, y desarrollar y aplicar un plan de gestión de los recursos en cada unidad del Sistema Nacional de Bosques.
- Ley de Bosque Nacional del Caribe, de 2005, («Caribbean National Forest Act»), Ley Pública 109-118, que designa ciertas tierras del Sistema Nacional de Bosques en Puerto Rico como componentes del Sistema Nacional de Conservación de Vida Silvestre («National Wilderness Preservation»)